# 정연욱
정연욱(1982년~)은 대한민국 KBS의 기자, 앵커이다.

## 학력
- 한양대학교 사학 학사

## 경력
- 2009년 : KBS 공채 37기 기자 입사
- KBS 보도국 국제부 기자
- KBS 보도국 사회부 기자
- KBS 보도국 문화복지부 기자
- KBS 시청자센터 시청자서비스부
- KBS 보도국 정책행정부

## 진행

### 텔레비전
- KBS 뉴스 9 주말 메인 남자 앵커(2019년 11월 30일 ~ 2021년 6월 13일)
- KBS 뉴스광장 임시 진행 (2020년 9월 7일 ~ 9월 11일, 2021년 6월 11일, 6월 14일, 2022년 4월 13일 ~ 4월 15일, 2022년 8월 1일 ~ 8월 5일, 2023년 6월 20일, 11월 13일)
- KBS 뉴스 12 임시 진행 (2022년 11월 10일 ~ 11월 11일)
- 사사건건 임시 진행 (2023년 8월 21일 ~ 8월 25일)

### 유튜브
- KBS 댓글 읽어주는 기자들 출연(현재)